# Felix Andrievsky
Felix Andrievsky (russisch Феликс Аркадьевич Андриевский Felix Arkadjewitsch Andrijewski, ukrainisch Фелікс Аркадійович Андрієвський Felix Arkadijowytsch Andrijewskyj; * Mai 1936 in der Ukraine) ist ein ukrainischer Geiger und Musikpädagoge.

## Leben und Wirken
Er studierte an der Zentralen Moskauer Musikschule für musikalisch hochbegabte Kinder und am Gnessin-Institut Moskau unter anderem bei Abram Jampolski und Juri Jankelewitsch.
1972 wurde Andrievsky und seiner Familie die Genehmigung zur Emigration aus der Sowjetunion erteilt. Er wirkte zunächst als Professor an der Musikakademie Jerusalem und an der Universität Tel Aviv sowie als Professor und Direktor der International Menuhin Music Academy in  Gstaad in der Schweiz. Später wurde er Principal Lecturer am Royal College of Music in London.
Andrievsky gab vor 1972 zahlreiche Konzerte in der Sowjetunion, zum Teil auch gemeinsam mit seiner Frau, der Pianistin Irina  Zaritskaya. Viele seiner Schüler konnten sich internationale Geiger-Karrieren aufbauen.